# 爱尔兰时报
《爱尔兰时报》（英語：The Irish Times），是一份爱尔兰的日报，于1859年3月29日创刊。《爱尔兰时报》是爱尔兰发行量最大的主流报刊之一，除周日外每天发行。
尽管在创刊时，《爱尔兰时报》是一份新教爱尔兰国家主义者的报刊，在随后20年内由于在新东家管理下，逐渐变成了一份倡导爱尔兰联合主义的报刊。而现在，该报纸不再保持联合主义的姿态，而是转变为了一种在政治上体现“自由主义和进步主义”、在经济上拥护“新自由主义”的报纸。从1859年至1986年，该报的编辑权被盎格鲁爱尔兰人中的新教少族所控制，在创刊127年后才吸纳了第一个名义上的爱尔兰天主教编辑。

## 外部連結
- 官方网站